# Kapás van!
A Kapás van! (eredeti címe: Summer Catch) 2001-es amerikai romantikus filmvígjáték, amelyet Michael Tollin rendezett. A forgatókönyvet Kevin Falls és John Gatins készítette. A főbb szerepekben Freddie Prinze Jr. és Jessica Biel. 2001. augusztus 22-én mutatták be az Egyesült Államokban. Magyarországon videokazettán jelent meg 2002. január 10-én.

## Történet
Ryan Dunne imád baseballozni. Ambiciózus és tehetséges, és szabadidejének nagy részét a baseballpályán tölti. Reméli, hogy egyszer majd felfedezi egy profi csapat. Jól játszik, de van egy hátránya: bal kézzel dobja a labdát. A balkezes profi dobók nagyon ritkák a MLB-n. Ryan az apja kertészeti vállalkozásában keresi a pénzét, és nyáron különböző gazdag emberek füvét nyírja. Az edzője felajánlja Ryannek, hogy játszhat a nyári baseball-ligában. Ryan el van ragadtatva, és életének lehetőségét látja ebben. Eleinte nagyon nehéz helyzetben van, mert csapattársai mind egyetemisták, akik jobbnak tartják magukat nála. Ryan azonban nagyon jól játszik és szenzációs teljesítményt nyújt. 
Egy nap találkozik Tenley Parrish-sel, aki a nyári hónapokat Cape Codon tölti a szüleivel, és beleszeret Tenley-be. A lány egy kiváló egyetemen végzett, de nem zavarja, hogy Ryan csak egy kertész. Az apjának azonban egészen más a véleménye a dologról. Gazdag és nagyon arrogáns üzletember, és nem akarja, hogy a lánya egy egyszerű segédmunkással kössön kapcsolatot. Úgy próbál ennek véget vetni, hogy megfenyegeti Ryan apját, hogy felmondja a cégével kötött nagyszabású szerződését. Ez pénzügyi katasztrófát jelentene a kis kertészeti cég számára, és be kellene zárnia. Ryan nem tudja, mit tegyen.

## Szereplők
| Szerep                | Színész            | Magyar hangja     |
| --------------------- | ------------------ | ----------------- |
| Ryan Dunne            | Freddie Prinze Jr. | Hujber Ferenc     |
| Tenley Parrish        | Jessica Biel       | Nemes Takách Kata |
| Sean Dunne            | Fred Ward          | Sörös Sándor      |
| Billy Brubaker        | Matthew Lillard    | Simonyi Balázs    |
| John Schiffner        | Brian Dennehy      | Papp János        |
| Mike Dunne            | Jason Gedrick      | Takátsy Péter     |
| Dede Mulligan         | Brittany Murphy    | n.a               |
| Rand Parrish          | Bruce Davison      | Rosta Sándor      |
| Miles Dalrymple       | Marc Blucas        | Hevér Gábor       |
| Mickey Dominguez      | Wilmer Valderrama  | Molnár Levente    |
| Eric Van Leemer       | Corey Pearson      | Csőre Gábor       |
| Dale Robin            | Christian Kane     | n.a               |
| Calvin Knight         | Cedric Pendleton   | n.a               |
| Auggie                | Gabriel Mann       | Minárovits Péter  |
| Pete                  | Jed Rhein          | Bartucz Attila    |
| Katie Parrish         | Zena Grey          | n.a               |
| Lauren                | Traci Dinwiddie    | n.a               |
| Marjorie              | Susan Gardner      | n.a               |
| életvidám háziasszony | Beverly D’Angelo   | n.a               |

## Fogadtatás

### Kritikai visszhang
A filmet negatívan értékelte a kritika. A Rotten Tomatoeson 8%-os minősítést ért el 91 értékelés alapján, az összefoglaló szerint: „Közhelyes és kiszámítható sportvígjáték, amely többnyire nélkülözi az izgalmakat és a nevetést, a Kapás van! szigorúan B kategóriás.” Lisa Alspector a Chicago Readertől azt írta: „Egy borzasztó könnyű dráma.” Peter Travers a Rolling Stone-ban úgy fogalmazott: „A főszereplő Freddie Prinze Jr. (első hiba), több férfi is próbálja elveszíteni a szüzességét (második hiba), és a Massachusetts állambeli Cape Cod legendás baseball-ligáját becsmérli azzal, hogy Észak-Karolinában forgatja ezt a zűrzavart (harmadik hiba).” Rita Kempley a Washington Postban azt írta: „Ami a cselekményt illeti, nos, több meglepetés van egy kekszes dobozban.”
A Metacritic 21 pontot adott a 100-ból 25 vélemény alapján. Owen Gleiberman az Entertainment Weeklytől azt írta: „Freddie Prinze Jr. tekintete egyformán önimádatból és a félelem fiús villanásából áll.” Jay Carr a Boston Globe-tól azt írta: „A forgatókönyv, a könyörtelenül sematikus karakterekkel, akik könyörtelenül sematikus dolgokat mondanak, annyira idióta, hogy az ember egy dokumentumfilmre vágyik az igazi Cape League-ről.” Desson Thomson a Washington Posttól azt írta: „Ihletlen baseball-románc.”

### Bevétel adatai
A Box Office Mojo szerint a film veszteséges volt. A 34 millió dolláros költségvetésre 19,7 millió dolláros bevételt ért el.